# アルトマン・ホワイト・イングリッシュ・ブルドッグ

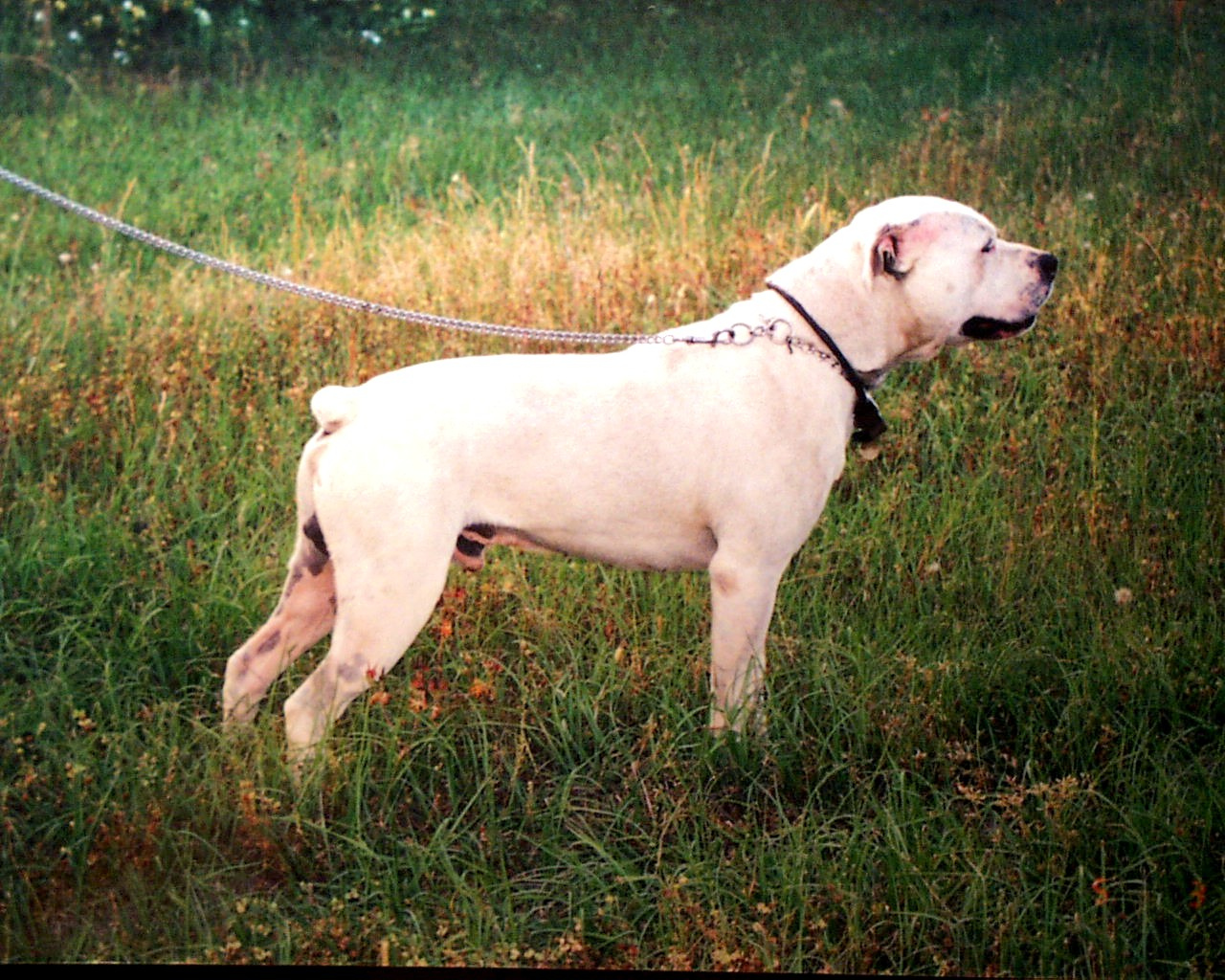
白いイングリッシュ・ブルドッグ

アルトマン・ホワイト・イングリッシュ・ブルドッグ（英：Altman White English Bulldog）は、アメリカ合衆国ジョージア州のブリーダー、レイ・アルトマンの作出したブルドッグの血統である。白いイングリッシュ・ブルドッグ（ホワイト・イングリッシュ）とアメリカン・ブルドッグの交配から生み出された。19世紀にアメリカに渡った時のイングリッシュ・ブルドッグの容姿を復元しているといい、牧場を見張る番犬やフィールド競技に向いた犬種という。主要な畜犬団体に認められた犬種ではない。
イングリッシュ・ブルドッグと比べるとサイズが大きく、体高38〜54cm、体重23〜36kgである。また、断尾をする。